# 海南省三沙市三沙群岛人民法院
三沙市三沙群岛人民法院是中国海南省三沙市唯一的基层人民法院。是中国最南端的基层法院。驻三沙市西沙群岛永兴岛北京路1号，与三沙市党、政、军、司法机关在同一地址。职责是依法审理三沙市辖区内发生的应由其受理的第一审刑事案件，除海事、海商案件外的一般民事、行政案件和执行案件。

## 历史
2014年1月27日，三沙市三沙群岛人民法院成立。
2014年9月12日，三沙市第一届人民代表大会常务委员会第十次会议决定，任命陈宏琼为三沙市三沙群岛人民法院院长 。
2015年1月13日，在海口市召开的三沙市第一届人民代表大会常务委员会第十二次会议决定，任命杨少华为三沙市中级人民法院审判员。
2015年6月4日，三沙群岛人民法院在永兴岛公开开庭审理了一起在南沙群岛半月礁、仙娥礁非法收购、运输珍贵、濒危野生动物案。这是三沙设市以来，在永兴岛首次开庭审理案件。

## 机构设置
- 审判业务庭（覆盖刑事、民事、行政、环保审判）
- 环境资源海上巡回法庭